# Sally Kirkland
Sally Kirkland (ur. 31 października 1941 w Nowym Jorku) – amerykańska aktorka i producentka filmowa i telewizyjna, nominowana do Oscara i Złotego Globu za tytułową rolę w filmie Anna.
Córka Fredericka McMichaela Kirklanda, który pracował w branży złomu i Sally Kirkland, byłej redaktorki mody w miesięczniku „Vogue” i magazynie „Life”. Swoją karierę rozpoczęła na scenie Off-Broadway w 1962.

## Wybrana filmografia

### Filmy fabularne
- 1973: Żądło (The Sting) jako Crystal
- 1973: Przepustka dla marynarza (Cinderella Liberty) jako Fleet Chick
- 1973: Tacy byliśmy (The Way We Were) jako Pony Dunbar
- 1974: Płonące siodła (Blazing Saddles) jako Cashier
- 1975: Przełęcz Złamanych Serc (Breakheart Pass) jako Jane-Marie
- 1976: Narodziny gwiazdy (A Star Is Born) jako Fotograf
- 1980: Szeregowiec Benjamin (Private Benjamin) jako Helga
- 1987: Anna jako Anna Radkova
- 1989: Rosyjska ruletka (High Stakes) jako Bambi / Melanie Rose
- 1989: Najlepsi z najlepszych (Best of the Best) jako Wade
- 1990: Odwet (Revenge) jako Rock Star
- 1991: JFK jako Rose Cheramie
- 1991: Nawiedzony dom (The Haunted) jako Janet Smurl
- 1997: Zamkowy duszek (Little Ghost) jako matka duszka
- 1997: Nadbagaż (Excess Baggage) jako Louise
- 1999: Ed TV (EDtv) jako Jeanette
- 2003: Bruce Wszechmogący (Bruce Almighty) jako Anita Mann
- 2005: Adam i Steve (Adam & Steve) jako Mary
- 2006: Dziewczyna z fabryki (Factory Girl) jako Grandma Sedgwick
- 2006: Coffee Date jako pani Muller
- 2006: Mów mi tato (Off the Black) jako Marianne Reynolds
- 2008: Wielki Stach (Big Stan) jako madame Foreman
- 2008: Oak Hill jako Elizabeth St. James
- 2008: Ryszard III (Richard III) jako królowa Małgorzata
- 2010: Flexing with Monty jako Lillith
- 2014: Suburban Gothic jako Virginia

### Seriale TV
- 1973: Hawaii 5-0 jako Betty Rowan
- 1974: Kojak jako Gloria
- 1976: Rekruci (The Rookies) jako Carol Brenner
- 1976: Baretta jako Rita
- 1976: Kojak jako Clara
- 1978: Starsky i Hutch (serial telewizyjny) jako Greta Wren / Dora Pruitt
- 1978: Kojak jako Shirley
- 1979: Aniołki Charliego (Charlie’s Angels) jako Lonnie
- 1981: Aniołki Charliego (Charlie’s Angels) jako Laurie Archer
- 1982: Szpital miejski (General Hospital) jako Brenda
- 1983: Falcon Crest jako Ella
- 1992: Roseanne jako Barbara Healy
- 1994: Valley of the Dolls jako Helen Lawson
- 1999: Dni naszego życia (Days of Our Lives) jako Tracy Simpson
- 1999: Felicity jako profesor Annie Sherman
- 2001: Życie przede wszystkim (Strong Medicine) jako Stella Riggs, matka Petera
- 2008: Wariackie przypadki (Head Case) jako dr matki Elizabeth Goode
- 2010: Zabójcze umysły jako May Walden